# EP 3/Aftermaths
EP 3/Aftermaths, conosciuto anche solo come Aftermaths è il terzo singolo dei VCMG estratto dall'album Ssss. È stato pubblicato il 20 agosto 2012 dalla Mute Records.

## Tracce
Download digitale
Musiche di Vince Clarke, Martin L. Gore; edizioni musicali Grabbing Hands Music LTD.
1. Aftermaths – 6:21
2. Aftermaths (Alva Noto Remix) – 9:27
3. Aftermaths (Christoffer Berg Remix) – 6:39
4. Aftermaths (Gesaffelstein Remix) – 5:37
5. Aftermaths (LFO Remix) – 6:02
6. Aftermaths (Vince Clarke Remix) – 6:05

LP
- Side 1

1. Aftermaths – 6:21
2. Aftermaths (LFO Remix) – 6:02

- Side 2

1. Aftermaths (Alva Noto Remix) – 9:27